# HTC Touch Pro2
HTC Touch Pro2 — коммуникатор фирмы HTC под управлением Windows Mobile 6.5 Professional. Имеет выдвижную QWERTY-клавиатуру с пятью рядами клавиш.
От предшественника HTC Touch Pro отличается удалёнными с передней панели кнопками навигации и джойстика, чьё место занял удлинённый дисплей с разрешением 480 × 800 пикселей (вместо 480 × 640). Аппарат имеет более округлую форму, выдвижная клавиатура устанавливается по отношению к дисплею под углом, чего нет в Touch Pro.
Модификации:
- Наиболее известное кодовое имя — HTC Rhodium, модельный индекс HTC T737X — версия с процессором Qualcomm MSM7200A.
- Кодовое имя HTC Tungsten, модельный индекс HTC T738X — версия с установленным пользовательским интефейсом HTC Sense и процессором Qualcomm MSM7600.
- Кодовое имя HTC Barium, модельный индекс HTC T7377, на рынке известен также как HTC Tytn 2 — версия с установленным пользовательским интерфейсом HTC Sense и процессором Qualcomm MSM7201A.